# Oskar Kovačič
Oskar Kovačič, predvojni član Komunistične partije Jugoslavije in Komunistične partije Slovenije, aktivist Osvobodilne fronte in KPS, sekretar PK KPS za Trst in Slovensko primorje, narodni heroj Jugoslavije, * 27. oktober 1908, Sv. Lucija (sedaj Most na Soči), † 31. januar 1944, Ljubljana.

## Življenje in delo
Rodil se je v družini kmeta Lucijana in gospodinje Emme Kovačič (rojene Buzzini) v Sv. Luciji (sedaj Most na Soči). Zaradi fašističnega nasilja se je družina preselila v Ljubljano, kjer je končal realko. Kot študent geodezije na Univerzi v Ljubljani je leta 1931 postal član KPJ. V letih 1931−1934 je vodil ilegalno pokrajinsko tehniko KPJ za Slovenijo, bil 1934 aretiran in obsojen na 18 mesecev zapora, ki ja je prestal v Sremski Mitrovici. Po prihodu iz zapora je sodeloval pri organiziranju stavk in pripravah na ustanovni kongres KPS na Čebinah, kjer je bil izbran za člana CK KPS. 7. februarja 1940 je bil ponovno aretiran in poslan na prestajanje kazni v
Bilećo. Na seji KPS 22. junija 1941, oziroma OF 29. junija 1941 je bil imenovan za člana Glavnega poveljstva Narodnoosvobodilne vojske in partizanskih odredov Slovenije. Na predlog Toneta Tomšiča je bil predlagan za organizatorja vstaje na Primorskem, kamor je odšel julija ali avgusta 1941. Tu je navezal stike predvsem z mladimi pripadniki Zveze komunistične mladine Jugoslavije, ki so pred vojno študirali v Jugoslaviji in skupaj z njimi že 10. avgusta ustanovil prvo celico Osvobodilne fronte. Zveze je imel tudi v Istri in s slovenskimi študenti v Padovi ter člani Komunistične partije Italije. Njegovo ilegalno ime je bilo Toni, v Istri tudi Anton Koren. V Trstu ga je fašistična policija 10. decembra 1941 aretirala. Zaradi organiziranja partizanov in vojaškega podpiranja sovražnikov je bil 17. septembra 1942 obsojen na 30 let zapora. Najprej je bil zaprt v kraju Castelfranco Emilia, kjer je zbolel za
tuberkulozo. Zaradi bolezni so ga premestili na otok Pianosa (Tremitsko otočje), kjer pa se je bolezen še poslabšala. Po posredovanju Mednarodnega Rdečega križa je bil še pred kapitulaciji Italije v spremstvu stražarjev prepeljan v Ljubljano, kjer je dan ali dva ležal doma, nato pa je bil premeščen v Leonišče, kjer je 31. januarja 1944 umrl. Za narodnega heroja je bil razglašen 20. decembra 1951. V kraju Prodol v hrvaški Istri so mu postavili spominsko ploščo. Po njem sta poimenovani osnovni šoli v Ljubljani in Spodnjih Škofijah. Tu so mu tudi postavili spomenik, ki ga je ustvaril kipar Jože Pohlen.